# Північні Арктичні нафтогазоносні басейни Канади
Північні Арктичні нафтогазоносні басейни Канади — розташовані на узбережжі та шельфі моря Бофорта і в Центральній частині Канадського Арктичного архіпелагу.
Містить у собі два басейни:
- Басейн Бофорта (площа 100 тис. км²; запаси 2 млрд т нафти та 2 трлн. м³ газу)

- Свердруп (площа 1280 тис. км²; запаси 5 млрд т. нафти та 10 трлн. м³ газу); 30 нафтових, 12 нафтогазоносних і 20 газових родовищ. Глибина залягання 600…3700 м.